# Élections législatives danoises d'avril 1920
Les élections législatives danoises d'avril 1920 ont eu lieu le 26 avril 1920.

## Résultats

### Danemark métropolitain
| Inscrits                     | Inscrits                 | Inscrits                 | 1 274 550 |             |                       |                       |
| Abstentions                  | Abstentions              | Abstentions              | 247 262   | 19,4 %      |                       |                       |
| Votants                      | Votants                  | Votants                  | 1 027 288 | 80,6 %      |                       |                       |
|                              |                          |                          |           |             |                       |                       |
| Bulletins enregistrés        | Bulletins enregistrés    | Bulletins enregistrés    | 1 027 288 |             |                       |                       |
| Bulletins blancs ou nuls     | Bulletins blancs ou nuls | Bulletins blancs ou nuls | 3 082     | 0,3 %       |                       |                       |
| Suffrages exprimés           | Suffrages exprimés       | Suffrages exprimés       | 1 024 206 | 99,7 %      | 139 sièges à pourvoir | 139 sièges à pourvoir |
|                              |                          |                          |           |             |                       |                       |
| Liste                        | Tête de liste            |                          | Suffrages | Pourcentage | Sièges acquis         | Var.                  |
| Venstre                      | Niels Neergaard          |                          | 350 563   | 34,23 %     | 48 / 139              | 3                     |
| Social-démocratie            | Thorvald Stauning        |                          | 300 345   | 29,32 %     | 42 / 139              | 3                     |
| Parti populaire conservateur | Emil Piper               |                          | 201 499   | 19,67 %     | 28 / 139              | 6                     |
| Parti social-libéral danois  | Carl Theodor Zahle       |                          | 122 160   | 11,93 %     | 17 / 139              | 15                    |
| Parti des employeurs         | Néant                    |                          | 29 464    | 2,88 %      | 4 / 139               | 3                     |
| Centre                       | Néant                    |                          | 9 056     | 0,88 %      | 0 / 139               | n/a                   |
| Sociaux-démocrates libres    | Néant                    |                          | 7 260     | 0,71 %      | 0 / 139               | n/a                   |
| Parti communiste du Danemark | Néant                    |                          | 3 859     | 0,38 %      | 0 / 139               | n/a                   |